# Schismatoglottis bifasciata
Schismatoglottis bifasciata är en kallaväxtart som beskrevs av Adolf Engler. Schismatoglottis bifasciata ingår i släktet Schismatoglottis och familjen kallaväxter. Inga underarter finns listade.